# Ponte do Rosário
A Ponte do Rosário é uma ponte localizada no bairro do Rosário, no município brasileiro de Ouro Preto, em Minas Gerais. Foi construída em 1753, sobre o córrego do Caquende. É formada por dois paredões de alvenaria de pedra separados por uma arco pleno que dá passagem ao córrego e a uma passarela de pedestres, cujo acesso se faz pela travessa Odorico Neves, transversal à travessa Domingos Vidal. É composta por muro parapeito em pedra aparelhada, sustentado por cunhais de pedra trabalhada. Possui, também, além de dois bancos opostos, cruz central sobre acrotério de cantaria, em um dos lados, e sistema de drenagem. O local bucólico com seu casario oitocentista serve de inspiração a vários artistas.
Ela é a primeira ponte citada na Lira XXXVII, 2ª parte, dos versos de Marília de Dirceu, obra do poeta inconfidente Tomás António Gonzaga: "...Entra nesta grande terra / Passa uma formosa ponte / Passa a segunda, a terceira / Tem um palácio defronte...", já que a entrada na antiga Vila Rica era feita pelo bairro das Cabeças na época.